# Hypochaeris neopinnatifida
Hypochaeris neopinnatifida là một loài thực vật có hoa trong họ Cúc. Loài này được Azevêdo-Gonç. & Matzenb. mô tả khoa học đầu tiên năm 2006.